# Мухамад Куџа
Мухамед Коџа (рођен 15. марта 1982. у Ријаду, Саудијска Арабија) је професионални фудбалер и репрезентативац Саудијске Арабије који наступа у фудбалском клубу Ал Шабаб из Саудијске Арабије. 
Маркос Пакета селектор репрезентације Саудијске Арабије уврстио је Мухамеда Коџаја у тим за Светско првенство у фудбалу 2006. у Немачкој. Мухамед Коџа игра на позицији голмана.